# اس‌ام‌اس پوزن
اس‌ام‌اس پازن (به انگلیسی: SMS Posen) یک کشتی بود که طول آن ۱۴۶٫۱ متر (۴۷۹٫۳ فوت) بود. این کشتی در سال ۱۹۰۸ ساخته شد.